# Cừu Comeback
Comeback là một giống cừu bản địa có nguồn gốc ở Úc. Loại cừu này là kết quả của những con lai được tạo ra bằng cách lai tạo các giống cừu Longwool của Anh và cừu Merinos được giao phối lại với cừu Merinos. Hình thức lai tạo chéo này được thực hiện để đạt được một kiểu lông cừu tốt hơn. Kiểu lông cừu của giống Comeback cũng được các giống cừu khác như cừu Bond, cừu Cormo và cừu Polwarth tạo ra và chúng tỏ ra dễ dàng sinh sản hơn giống cừu Comeback. Giống cừu Comeback được nuôi lấy thịt và lông mịn

## Đặc điểm
Chiều dài chủ yếu của sợi lông cừu Comeback thô là 11 cm (4,3 in) với đường kính trung bình từ 21 đến 25 micron.
Giống cừu Comeback tỏ ra thích nghi tốt với các huyện có lượng mưa cao ở Úc. Mặc dù chúng tương tự như cừu Merino, giống cừu này không có nếp gấp cổ. Cả hai giới tính đều có sừng hoặc không có sừng. Trọng lượng trung bình của cừu đực trưởng thành là 90 kg (200 lb) và cừu cái là 60 kg (130 lb). Khi sinh, các cả cừu đực và cừu cái đều nặng trung bình 4,5 kg (9,9 lb).

## Sản xuất
Phương pháp lai tạo ra cừu Comeback thông thường là lần đầu tiên giao phối một con cừu đực lông dài với một con cừu cái thuộc giống cừu Merino. Khi con cháu cái trưởng thành đủ, chúng được phối giống với một con cừu Merino đực, và nó tạo ra cừu Comeback. Tuy nhiên, mặc dù những con cừu lai có thể vượt trội so với tổ tiên lai tạo của chúng, chúng không thích hợp để giao phối với nhau. Nếu cừu đực Merino được sử dụng thì con cái sẽ có lông mịn nhưng có lẽ sẽ có khung cơ thể nhỏ hơn. Phối giống cừu Comeback với giống cừu lai, sẽ sản sinh ra con cháu với ba phần tư gene. Một phương pháp thay thế cho tình huống khó khăn này có thể là chọn một con cừu Polwarth thay vì một con cừu Comeback vì cả hai đều có một loại lông cừu tương tự nhau.